# 藤井聪太
藤井聪太（日语：藤井 聡太，2002年7月19日—），日本将棋棋士，师从杉本昌隆八段，其棋士编号为307。愛知縣瀨戶市出身。
2016年成為史上最年輕（14歲零2個月）的四段升段（進入職業）後，以無敗戰績創下了正式比賽最多連勝的新紀錄（29連勝）。之後，刷新了除五段以外的升段、普通棋戰優勝、挑戰、獲得頭銜、達成二冠到七冠、獲得名人等多項最年輕記錄。並且，留下史上第一次連續6年度勝率8成以上（持續中），從頭銜戰首次登場以來，連續獲得16次的歷代第一位（持續中），史上第一次的在一般棋戰年間獲得大滿貫等眾多的記錄。
出道以來的29連勝被各媒體廣泛報導，成為了大話題。由於藤井的活躍，日本掀起了將棋熱潮，甚至出現“藤井狂熱”的社會現象。
首位出生於21世纪的日本将棋职业棋士。在91期棋聖戰中，以17歲11個月之齡打敗棋聖渡邊明，成為史上最年輕頭銜擁有者。

## 棋历

### 至加入獎勵會為止
2007年夏天，藤井聰太5歲時，開始從他的外祖父母身上學會了將棋。同年12月，藤井開始在瀨戶市的一間將棋教室學將棋。剛開始上課時，老師給藤井一本所司和晴所著，厚達500頁的《駒落ち定跡》，還沒有學會讀寫的藤井依靠著書本上的將棋符號，1年後將整本書完全理解，並默背起來。等到藤井開始參加將棋比賽之後，有些同年代的小孩還會因為不想碰到過於強大的藤井，而改參加其他地區舉辦的將棋比賽。
2010年3月，藤井聰太小學1年級時，進入了東海研修會。
2011年8月，藤井聰太於第10回全國小學生倉敷王將戰裡，贏得了低年級組的冠軍。同年10月，藤井於將棋日本系統東海大賽中，又再次贏得低年級組的冠軍。
2012年6月，藤井聰太晉級到研修會的B1級。同年9月，藤井以小學4年級的年紀晉升到獎勵會6級

### 刷新最年輕棋士紀錄（14歲2個月）
2015年，當時的藤井聰太才國中1年級，就晉級到了獎勵會三段，成為史上最年輕（13歲2個月）晉級成三段的棋士，也吸引了許多媒體的報導。不過，攸關能否晉進職業棋士的第58回獎勵會三段循環賽（2015年度後期）已經於2週前的10月3日開幕。沒有趕上循環賽，讓藤井又等了將近半年的時間。
半年後，藤井聰太參加了第59回獎勵會三段循環賽（2016年度後期），最終以13勝5敗的成績贏得了第1名，並於2016年9月3日確定，於同年10月1日正式晉升為職業棋士。當時，藤井才14歲2個月，打破了加藤一二三62年來無人能即的最年輕棋士紀錄（加藤於1954年8月1日以14歲7個月的年齡晉升至四段）；也成為繼加藤一二三、谷川浩司、羽生善治、渡邊明之後，第5位於國中生時晉升為職業棋士；亦為繼小倉久史、屋敷伸之、川上猛、松尾步、三枚堂達也之後，第6位第1次參加三段循環賽便能晉級的棋士。

### 2016年度
2016年12月24日，藤井聰太參加第30期龍王戰預賽第6組，與加藤一二三對局，為其升上職業棋士後的第一場正式比賽。兩位棋士的年齡相差62歲6個月，為有紀錄以來對弈的職業棋士間年齡相差最多的一場正式比賽。繼打破加藤保持的最年輕棋士紀錄之後，藤井又於該賽中以110手擊敗了加藤，刷新了於正式比賽中得勝的史上最年輕紀錄（14歲5個月）。

### 2017年度：29連勝
2017年4月4日，藤井聰太於王將戰第1次預選時擊敗小林裕士，刷新了自升上職業棋士以來的連勝紀錄（11連勝）。之後，藤井持續取得勝利，於2017年6月26日進行的龍王戰本戰第1回戰裡，又擊敗了預賽第5組優勝的增田康宏，打破神谷廣志保持近30年的28連勝紀錄，刷新了歷代自升上職業棋士以來最多連勝的紀錄。不過，在刷新連勝紀錄的6天後，2017年7月2日進行的龍王戰本戰第2回戰裡，藤井被佐佐木勇氣擊敗，自升上職業棋士以來第一次吃下敗仗，連勝紀錄也中止於29連勝。

### 刷新最年輕頭銜獲得者紀錄（17歲11個月）
2020年7月16日，在第91期棋聖戰中，藤井聰太以17歲11個月之齡打敗渡邊明三冠王（九段），刷新了屋敷伸之九段於30年前（1990年）獲得棋聖頭銜時的最年少紀錄（18歲6個月），並成為日本將棋史上最年輕的頭銜獲得者。同年8月20日，在第61期王位戰中以4-0擊敗木村一基，取得王位頭銜，成為史上最年輕二冠，也打破維持了長達62年的紀錄，成為史上最年輕升至八段棋士。

### 史上第一位將棋八冠
藤井在第71期王座戰的挑戰者決定戰中擊敗豐島將之，首次進入王座戰的五番勝負，與永瀨拓矢王座進行史上首次八冠全冠制霸，或連續五期獲得名譽王座資格的榮譽之爭。雖然在內容上被永瀨壓制，但還是不斷反敗為勝。在2023年10月11日，第4局的勝利使得藤井以3勝1敗成績，擊敗永瀨拓矢王座，成為日本將棋首位同時持有八座頭銜的人，也是在1996年、時隔10101日以後，繼羽生善治之後同時持有所有頭銜的棋士。因此，在11月13日授予了「達成將棋界首次八冠王稱霸之功」的內閣總理大臣表揚。他是繼羽生善治之後，在將棋界獲得該表彰的第二人。

## 棋风
居飛車黨。作為長考派，在時間較長的排位戰和兩日制頭銜戰中勝率特別高。不過，即使是在有限的時間裡，比起幼年時期，通過詰將棋培養出來的正確的終盤力也得到了公認。他具備了初盤的深入研究、中盤的形勢判斷能力、終盤的犀利、一氣呵成的進攻和認真的接招技術，沒有弱點，被評價為沒有偏斜的棋風，棋勢非常強。另外，在2021年的對談中，他提到：「（對局中）在思考的時候，基本上不需要閱讀和形勢判斷以外的東西」，表明了自己的想法是不依賴於被認為對勝負有很大影響的“經驗”和“勝負直覺”等要素。

## 段位
- 2012年09月22日 （10歳02個月） : 6級  - 獎勵會入會
- 2015年10月18日 （13歳02個月） : 三段（最年少）
- 2016年10月01日 （14歳02個月） : 四段（最年少） - 成為職業棋士 （史上第5位中學生棋士)
- 2018年02月01日 （15歳06個月） : 五段（最年少） - 順位戰C級1組升級（通算61勝11敗）
- 2018年02月17日 （15歳06個月） : 六段（最年少） - 五段升段後全棋士參加棋戰優勝（通算66勝11敗）
- 2018年05月18日 （15歳09個月） : 七段（最年少） - 竜王戰連續升級（通算76勝12敗）
- 2020年08月20日 （18歳01個月） : 八段（最年少） - 頭銜通算2期獲得（通算191勝35敗）
- 2021年07月03日 （18歳11個月） : 九段（最年少） - 頭銜通算3期獲得[36]（通算225勝43敗）

## 戰績

### 頭銜戰、永世稱號
表示在位中。年度為該年4月至隔年3月。
| 頭銜                              | 獲得年度            | 登場 | 獲得期数 | 連覇 | 永世稱號      | 永世稱號條件      |
| 竜王                              | 2021（第34期）-2024 | 4    | 4期      | 4    | －            | 連續5期或合計7期  |
| 名人                              | 2023（第81期）-2025 | 3    | 3期      | 3    | －            | 合計5期           |
| 叡王                              | 2021（第6期）-2023  | 4    | 3期      | 3    | －            | 合計5期           |
| 王位                              | 2020（第61期）-2024 | 5    | 5期      | 5    | 永世王位 資格 | 連續5期或合計10期 |
| 王座                              | 2023（第71期）-2024 | 2    | 2期      | 2    | －            | 連續5期或合計10期 |
| 棋聖                              | 2020（第91期）-2025 | 6    | 6期      | 6    | 永世棋聖 資格 | 合計5期           |
| 棋王                              | 2022（第48期）-2024 | 3    | 3期      | 3    | －            | 連續5期           |
| 王將                              | 2021（第71期）-2024 | 4    | 4期      | 4    | －            | 合計10期          |
| 合計登場31期、獲得30期（歷史第5） |                     |      |          |      |               |                   |

（截至2025年度棋聖戰結束）

### 一般棋戰優勝
- 朝日杯將棋公開戰 4回：2017年度（第11回）、2018年度（第12回）、2020年度（第14回）、2022年度（第16回）
- 銀河戰 2回：2020年度（第28期）、2022年度（第30期）、2023年度（第31期）
- NHK杯 2回：2022年度（第72回）、2024年度（第74回）
- 將棋日本系列戰 2回：2022年度（第43回）、2023年度（第44回）
- 新人王戰 1回：2018年度（第49期）

合計11回

### 非公式戰優勝
- Abema Tournament 4回：2018年（第1回）、2019年（第2回）、2020年（第3回）、2021年（第4回）
- Abema地域對抗戰 2回：2024年（第1回）、2025年（第2回）
- 新銀河戰 1回：2022年（第1回）

## 將棋大賞獲獎紀錄
- 第45回（2017年度） ：特別賞、新人賞、最多對局賞（73局）、最多勝利賞（61勝）、勝率1位賞（.836）、連勝賞（29連勝）、名局賞特別賞
- 第46回（2018年度） ：勝率1位賞（.849）、升田幸三賞
- 第47回（2019年度） ：最多勝利賞（53勝）、勝率1位賞（.815）、名局賞特別賞
- 第48回（2020年度） ：最優秀棋士賞、最多勝利賞（44勝）、勝率1位賞（.846）、名局賞、名局賞特別賞、升田幸三賞特別賞
- 第49回（2021年度） ：最優秀棋士賞、最多對局賞（64局）、最多勝利賞（52勝）、名局賞
- 第50回（2022年度） ：最優秀棋士賞、最多勝利賞（53勝）、勝率1位賞（.828）、名局賞、名局賞特別賞
- 第51回（2023年度） ：最優秀棋士賞、勝率1位賞（.852）、名局賞、名局賞特別賞
- 第52回（2024年度） ：最優秀棋士賞、名局賞、名局賞特別賞

## 特殊纪录
- 史上最年少紀錄
  1. 獎勵會三段升段 - 13歲2個月
  2. 四段升段 - 14歲2個月
  3. 職業棋士首勝 - 14歲5個月
  4. 生涯50勝 - 15歲4個月
  5. 一般棋戰優勝 - 15歲6個月
  6. 六段升段 - 15歲6個月
  7. 七段升段 - 15歲9個月
  8. 生涯100勝 - 16歲4個月
  9. 挑戰頭銜（棋聖）- 17歲10個月
  10. 獲得頭銜（棋聖）- 17歲11個月
  11. 二冠 - 18歲1個月
  12. 八段升段 - 18歲1個月
  13. 生涯200勝 - 18歲4個月
  14. 九段升段- 18歲11個月

- 史上最多連勝數- 29連勝
- 連續6年勝率8成以上（史上第一人）
- 竜王戰各组优胜戰連續5期優勝（史上第一人）
- 年度內一般棋戰全優勝（史上第一人）

## 年表
| - 年度為該年4月至隔年3月 - 欄內姓名為頭銜戰對手。 表示挑戰成功或防衛成功， 表示挑戰失敗或防衛失敗， 表示獲得永世或名譽稱號資格。 o : 藤井贏棋、x : 藤井輸棋、j : 持将棋、s : 千日手 - 一般棋戰－新人：新人王戰、朝日：朝日杯將棋公開賽、銀河：銀河戰、JT：將棋日本系列賽、NHK：NHK杯電視將棋淘汰賽 - 將棋大賞一欄中，最優 : 最優秀棋士賞、優 : 優秀棋士賞、特 : 特別賞、 率 : 勝率一位賞、勝 : 最多勝利賞、對 : 最多對局賞、連 : 連勝賞、 新人 : 新人賞、名局 : 名局賞、名特 : 名局賞特別賞、升 : 升田幸三賞、升特 : 升田幸三賞特別賞 - 獎金&對局費以1月至12月計算，不以年度畫分，單位為萬円。()以内為順位。 表示排名為全部棋士中第1位。 |

| 年度 | 名人 4-6月       | 叡王 4-6月          | 棋聖 6-7月      | 王位 7-9月       | 王座 9-10月   | 竜王 10-12月          | 王将 1-3月            | 棋王 2-3月    | 一般 棋戦 優勝   | 将棋大賞                  | 獎金& 對局費 | 備註                      |
| 2016 | －               | －                  | －              | －               | －            | －                    | －                    | －            | －               |                           |              | 四段                      |
| 2017 | －               | －                  | －              | －               | －            | 6組優勝 本戰敗退      | 一次預選 敗退         | 本戰敗退      | 朝日             | 特 新 率 勝 對 連 名特    |              | 五段 六段                 |
| 2018 | C級2組 C1升級    | 四段戦優勝 本戰敗退 | 一次預選 敗退   | 預選敗退         | 本戰敗退      | 5組優勝 本戰敗退      | 一次預選 敗退         | 本戰敗退      | 新人 朝日        | 率 升                     | 2,031 (12位) | 七段                      |
| 2019 | C級1組 C1殘留    | 七段戰優勝 本戰敗退 | 二次預選 敗退   | 預選敗退         | 本戰敗退      | 4組優勝 本戰敗退      | 挑戰者決定 循環圈殘留 | 預選敗退      |                  | 勝 率 名特                | 2,108 (9位)  |                           |
| 2020 | C級1組 B2升級    | 七段戰敗退          | 渡辺明 ooxo     | 木村一基 oooo    | 二次預選 敗退 | 3組優勝 本戰敗退      | 挑戰者決定 循環圈淘汰 | 預選敗退      | 銀河 朝日        | 最優 勝 率 名局 名特 升特 | 4,554 (4位)  | 八段                      |
| 2021 | B級2組 B1升級    | 豊島将之 oxoxo      | 渡辺明 ooo      | 豊島将之 xoooo   | 本戰敗退      | 2組優勝 豊島将之 oooo | 渡辺明 oooo           | 本戰敗退      |                  | 最優 勝 對 名局           | 6,996 (3位)  | 九段                      |
| 2022 | B級1組 A級升級   | 出口若武 osoo       | 永瀬拓矢 ssxooo | 豊島将之 xoooo   | 本戰敗退      | 広瀬章人 xoooxo       | 羽生善治 oxoxoo       | 渡辺明 ooxo   | JT 銀河 朝日 NHK | 最優 勝 率 名局 名特      | 12,205 (1位) | 一般棋戰滿貫              |
| 2023 | 渡辺明 ooxoo     | 菅井竜也 oxosso     | 佐々木大地 oxoo | 佐々木大地 oooxo | 永瀬拓矢 xooo | 伊藤匠 oooo           | 菅井竜也 oooo         | 伊藤匠 jooo   | JT               | 最優 率 名局 名特         | 18,634 (1位) | 獨占八冠                  |
| 2024 | 豊島将之 oooxo   | 伊藤匠 oxxox        | 山崎隆之 ooo    | 渡辺明 soxooo    | 永瀬拓矢 ooo  | 佐々木勇気 oxoxoo     | 永瀬拓矢 oooxo        | 増田康宏 ooso | NHK              | 最優 名局 名特            | 17,556 (1位) | 永世棋聖資格 永世王位資格 |
| 2025 | 永瀬拓矢 ooosxso | 本戰敗退            | 杉本和陽 ooo    | 永瀬拓矢 sooox   | 伊藤匠        | 佐々木勇気            |                       |               |                  |                           |              |                           |
| 年度 | 名人 4-6月       | 叡王 4-6月          | 棋聖 6-7月      | 王位 7-9月       | 王座 9-10月   | 竜王 10-12月          | 王将 1-3月            | 棋王 2-3月    | 一般 棋戦 優勝   | 将棋大賞                  | 獎金& 對局費 | 備註                      |

## 現實影響
2023年3月《體育報知》報導道，文部科學省於3月28日公佈2024年春天日本小學與高中教科書的檢定結果，藤井聪太面對棋局勝負的應對，被收錄於保健教科書中，作為「心理健康（心の健康）」單員的範例教材。

## 资料

### 出典
1. 1 2 3 4 5 6  . 日本将棋連盟. 2016-09-23  [2023-08-11]. （原始内容存档于2017-03-12）.
2. ↑  . 2017-09-21  [2023-08-11]. （原始内容存档于2017-12-25）.
3. ↑  . 2021-11-13  [2023-08-11]. （原始内容存档于2023-03-30）.
4. ↑  . 2023-03-19  [2023-08-11]. （原始内容存档于2023-04-11）.
5. ↑  . 2023-07-18  [2023-08-11]. （原始内容存档于2023-07-18）.
6. ↑  . 2023-03-29  [2023-08-11]. （原始内容存档于2023-08-12）.
7. ↑  . 2017-12-01  [2023-08-11]. （原始内容存档于2023-04-04）.
8. ↑  . NHK News Web. 2020-07-16  [2020-07-16]. （原始内容存档于2020-07-17） （jp）.
9. 1 2  大崎善生. . 将棋世界. 2017年8月号 (日本将棋連盟): 40–49.
10. ↑  所司和晴. . 日本将棋連盟. 2000. ISBN 4819702092.
11. ↑  大崎善生. . 将棋世界. 2017年9月号 (日本将棋連盟): 40–49.
12. ↑  . 毎日新聞. 2017-06-21  [2017-06-28]. （原始内容存档于2018-04-29）.
13. ↑  . 日本経済新聞. 2015-04-05  [2018-02-17]. （原始内容存档于2018-02-17）.
14. ↑  . 日本将棋連盟. 2011-08-13  [2017-06-30]. （原始内容存档于2018-04-03）.
15. ↑  . 将棋日本シリーズTableMarkこども大会.   [2016-12-26]. （原始内容存档于2012-07-15）.
16. ↑  研修會分為（由高至低）S、A1、A2、B1、B2、C1、C2、D1、D2、E1、E2、F1、F2等級別，當B1級的棋士晉升至A2時的年齡小於15歲，或A1級的棋士晉升至S級時的年齡小於18歲時，可直接晉升至獎勵會的6級。獎勵會分為（由高至低）1至6級，之上還分成初段、二段與三段等3個級別。四段以上則為職業棋士。
17. ↑  . 產經新聞. 2015-10-18  [2018-02-10]. （原始内容存档于2018-02-09）.
18. ↑  . 朝日新聞. 2015-10-18  [2017-12-26]. （原始内容存档于2017-12-25）.
19. ↑  . 日本将棋連盟. 2015年  [2017-06-29]. （原始内容存档于2020-08-08）.
20. ↑   (PDF). 中日新聞.   [2017-12-25]. （原始内容存档 (PDF)于2017-12-25）.
21. ↑  . 日本将棋連盟. 2016年  [2017-06-29]. （原始内容存档于2020-06-04）.
22. 1 2  . 毎日新聞. 2016-09-03  [2018-01-27]. （原始内容存档于2018-01-27）.
23. 1 2 3  . 毎日新聞. 2016-12-24  [2017-12-25]. （原始内容存档于2017-12-25）.
24. ↑  . 日本将棋連盟. 2017-04-04  [2018-01-27]. （原始内容存档于2018-01-27）.
25. ↑  . 日本経済新聞. 2017-04-04  [2017-06-12]. （原始内容存档于2018-04-05）.
26. ↑  . 日本将棋連盟. 2017-06-26  [2017-06-27]. （原始内容存档于2018-08-25）.
27. ↑  . 日刊スポーツ. 2017年7月2日21時31分  [2017-07-02]. （原始内容存档于2021-03-01）.
28. ↑  . 中日スポーツ. 2020-07-16  [2020-07-17]. （原始内容存档于2020-08-29） （jp）.
29. ↑  . 聯合新聞網. 2020-07-16  [2020-07-17]. （原始内容存档于2020-09-13）.
30. ↑  . NHK NEWS WEB. 2020-08-20  [2020-08-20]. （原始内容存档于2020-08-21） （jp）.
31. ↑  【王座戦挑決】藤井聡太7冠、史上初の全8冠制覇へ永瀬拓矢王座への挑戦権獲得 今秋にも達成か （页面存档备份，存于） - 日刊スポーツ（日刊スポーツ新聞社）、2023年8月5日配信、2024年1月1日閲覧
32. ↑  田丸昇 (2023年10月15日). “藤井聡太“1％→99％大逆転”の一方で「永瀬拓矢の3勝1敗」もありえた…元A級棋士・田丸昇が“八冠獲得”振り返り「4年前の挫折を経て」 （页面存档备份，存于）”. 将棋PRESS. Number WEB. 2024年1月1日閲覧。
33. ↑  . NHK. 2023-10-11  [2023-10-11]. （原始内容存档于2023-11-24） （jp）.
34. ↑  “内閣総理大臣賞受賞一覧 （页面存档备份，存于）”. 内閣府. 2024年1月1日閲覧。
35. ↑  “【藤井聡太竜王・名人】内閣総理大臣顕彰式の模様 （页面存档备份，存于）”. 日本将棋連盟. 2023年12月11日閲覧。
36. ↑  在此之前最年少九段升段紀錄，為渡辺明於2005年11月（21歲7個月）創下
37. ↑  . 體育報知.   [2023-03-29]. （原始内容存档于2023-04-03） （日语）.

### 文献
- . 日本将棋联盟.   [2017-06-21]. （原始内容存档于2021-02-12）.

## 链接
- 藤井聪太棋士官方资料站（页面存档备份，存于）（日語）